# 伊斯更斯山
71°32′S 35°36′E / 71.533°S 35.600°E
伊斯更斯山（德語：Mount Eyskens）是南極洲的山峰，屬於法比奧拉王后山脈的一部分，處於德龍山以北，海拔高度2,300米，該山峰在1960年10月7日由比利時探險隊發現。